# Macintosh LC 630
A Macintosh LC 630 asztali számítógépet 1994. november 3. és 1996. március 2. között 16 hónapon az Apple gyártotta és forgalmazta. 1993-ban az Apple úgy döntött, hogy követi azt az iparági trendet, hogy megcélzott ügyfél-csoportonként eltérő nevet ad termékcsaládjainak. A Quadra lett az üzleti, az LC az oktatási és Performa otthoni piac számára szánt Macintoshok neve. Ezért lett az eltérő célcsoport miatt két elnevezésű a 630-as, az LC és a Quadra 630.

## Története
A 610-esek utódai, a 630-as Quadra és LC változatok azonos házba kerültek, mivel csak kiépítettségben tértek el.
Noha az Apple már néhány hónappal korábban bemutatta a jövőt jelentő PowerPC CPU-ra épülő Power Macintosh számítógépét, a 630-ak a régóta használt Motorola 68040 és 68LC040 chipekre épült. Ennek két oka volt. A Motorola chipek olcsóbbak voltak és az Apple számára fontos oktatásban használt alkalmazásoknak nem volt PowerPC-natív változatuk.

## Technikai leírás
A bézs színű gép súlya 8,6 kg, magassága 109 mm, szélessége 320 mm és mélysége 419 mm volt. A LC 630 számítógépet egymagos 33 MHz-es Motorola 68LC040 processzor vezérelte (L1 cache: 8kB), a rendszerbusz 33 MHz-en működött. Az adatokat a 250MB belső merevlemezre lehetett elmenteni. A gépet System 7.1.2 Pro operációs rendszerrel szállította az Apple. A gép bemutatásakor az alapkiépítésben 4MB (80ns) memóriát tartalmazott, maximálisan 36MB (80ns) kezelésére volt képes a gyári specifikáció szerint, a bővítéshez 1 hely (slot) állt rendelkezésre. A számítógépnek nem volt saját kijelzője. A külső kijelzőt 1MB videó-memória támogatta.Videójel kimenetet egy DB–15 csatlakozó biztosított. Csatlakozók: egy ADB, két soros port, egy DB-25 SCSI-hoz, kijelzőhöz egy DB-15, egy 3,5 mm-es jack audió bemenet, egy 3,5 mm-es jack audió kimenet, egy beépített hangszóró. A gép bővíthetőségét szolgálta egy LC PDS, egy Comm bővítőhely. Külső IDE merevlemez csatlakoztatására is volt lehetőség.

## A számítógép adatai
A táblázat nem tartalmazza az összes műszaki paramétert. Az egyes modelleknél a bemutatáskor érvényes adatokat soroljuk fel, a későbbi frissítéseket nem. Az eszköz technikai paraméterei a MacTracker alkalmazásból származnak.
| Gép nevebemutatva kivezetve             | Méretmagasság szélesség mélység súlySzín | Processzorprocesszor órajel, mag L1 és L2 cache társprocesszor | Háttértármerevlemezkülső adathordozó | Eredeti operációs rendszer | Memóriaalap max. @sebességhely | Kijelzőmérete felbontása | Grafikakártyamemória kimenet | CsatlakozókEthernet, ADB, soros, SCSI, párhuzamos, FDD, kijelző, hang be/ki, belső mikrofon, hangszóró                                             | Bővíthetőségkártyahelybelső öbölkülső csatlakozó |
| --------------------------------------- | ---------------------------------------- | -------------------------------------------------------------- | ------------------------------------ | -------------------------- | ------------------------------ | ------------------------ | ---------------------------- | --- | ------------------------------------------------ |
| LC 6301994. nov. 3. 1996. márc. 2.      | 109 mm 320 mm 419 mm 8,6 kg bézs         | Motorola 68LC040 @33 MHz és 1 mag L1 8kB,                      | 250MB HDD                            | System 7.1.2 Pro           | 4MB max: 36MB @80ns1 hely      | nincs kijelző            | 1MB 1 DB–15                  | * 1 ADB * 2 soros * 1 D–25 (SCSI) * 1 DB-15 (külső monitor) * 1 3,5 jack audió be * 1 3,5 jack audió ki * beépített hangszóró                      | * 1 LC PDS * 1 Comm* IDE (külső)                 |
| Quadra 6301994. júl. 18. 1995. ápr. 17. | 109 mm 320 mm 419 mm 8,6 kg bézs         | Motorola 68040 @33 MHz és 1 mag L1 8kB, integrált FPU          | 250MB HDD                            | System 7.1.2 Pro           | 4MB max: 36MB @80ns1 hely      | nincs kijelző            | 1MB 1 DB–15                  | * AAUI-15 (Ethernet) * 1 ADB * 2 soros * 1 D–25 (SCSI) * 1 DB-15 (külső monitor) * 1 3,5 jack audió be * 1 3,5 jack audió ki * beépített hangszóró | * 1 LC PDS * 1 Comm* IDE (külső)                 |

## Macintosh LC számítógépek az időben
| A Macintosh LC számítógépek idővonalon |
| --- |
| A színek kezdete a bemutató időpontja, a forgalmazás több esetben is hónapokkal később kezdődött. Megeshet, hogy egy csík végét kitakarja egy másik csík eleje. Előfordul, hogy a gyártás befejezését követően még egy ideig forgalomban marad a gép adott verziója. |